# Turzyca drobna

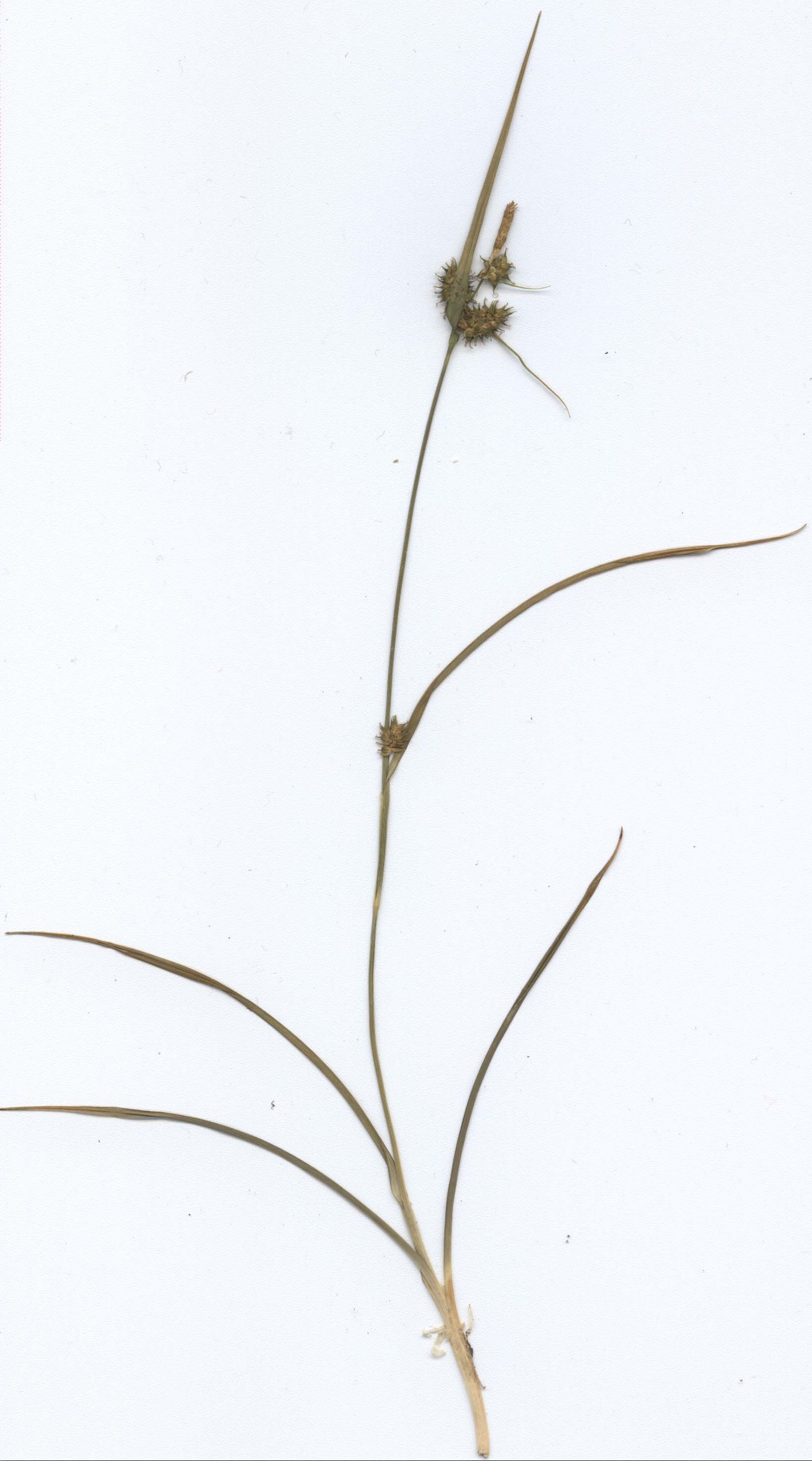

Turzyca drobna (Carex demissa Hornem.) – gatunek byliny z rodziny ciborowatych. Występuje w północno-zachodniej i północnej Europie oraz w północno-wschodniej Ameryce Północnej. W Polsce gatunek spotykany jest rzadko, głównie w północnej części kraju oraz na wyżynach i w górach.

## Rozmieszczenie geograficzne
Zwarty zasięg obejmuje północno-zachodnią Europę – Islandię, Wyspy Brytyjskie, Półwysep Skandynawski, a na kontynencie północną Hiszpanię, Francję, poprzez kraje alpejskie, Czechy, Polskę po kraje bałtyckie. W Ameryce Północnej rośnie w północno-wschodniej jej części. W Polsce gatunek znany jest ze stanowisk rozproszonych w północnej części kraju, w Borach Dolnośląskich, na Polesiu oraz na obszarach wyżynnych i górskich.

## Morfologia
PokrójLuźnokępowa, jasnozielona turzyca o łodygach zwykle łukowato wznoszących się i osiągających 10–20, rzadziej do 30 cm wysokości. Łodygi są gładkie, obłe do tępo trójkanciastych.
LiścieJasnozielone, u nasady z pochwami ciemnymi, starszymi siateczkowato postrzępionymi. Blaszki liściowe płaskie lub słabo V-kształtne na przekroju, szerokości od ok. 3 do 5 mm. Liście są zwykle nieco krótsze od łodyg.
KwiatyZebrane w kwiatostan złożony składający się ze szczytowego kwiatostanu męskiego i 2–5 kwiatostanów żeńskich. Kłos męski walcowaty, osadzony jest na krótkiej szypule (występuje przerwa między nim a kłoskami żeńskimi). Kłoski żeńskie drobne, kulistawe do walcowatych, rzadko skupione, zwykle nieco luźne, zwłaszcza najniższy bywa oddalony od pozostałych i osadzony na szypule. Cały kwiatostan złożony wsparty jest podsadką dłuższą od niego lub podobną długością, pochwiastą. Kwiaty żeńskie i później owoce wsparte są przysadkami jasnobrązowymi, z jaśniejszym grzbietem, zaostrzonymi.
OwocePęcherzyki o długości 3–4 mm, z czego dzióbek ma do 1 mm.
Gatunki podobneInne gatunki z sekcji Ceratocystis – w Europie Środkowej: turzyca żółta C. flava, turzyca łuszczkowata C. lepidocarpa, turzyca Oedera C. oederi, turzyca Hosta C. hostiana. Rośliny te zwykle mają łodygi wyraźnie wyższe (poza turzycą Oedera, która ma łodygi zwykle proste, a nie łukowate), w przypadku turzycy żółtej kanciaste. Turzyca łuszczkowata wyróżnia się osadzeniem kwiatostanu męskiego na szypule długości 1 cm lub dłuższej, podczas gdy pozostałe gatunki mają ten kłos siedzący. Turzyca Hosta wyróżnia się kłoskami żeńskimi wydłużonymi i ciemnobrązowymi przysadkami.

## Biologia i ekologia
Turzyca drobna jest byliną kwitnącą w czerwcu, owocującą do sierpnia. Rośnie w miejscach wilgotnych na różnych siedliskach: na łąkach, torfowiskach, w lasach, poza tym na brzegach wód – nad rowami, stawami i ciekami.